# Van Nuffel d'Heynsbroeck
Van Nuffel d'Heynsbroeck was een Zuid-Nederlandse adellijke familie.

## Geschiedenis
- In 1756 verleende keizerin Maria Theresia adelsverheffing aan Arnolphe Van Nuffel.
- In 1771 verleende dezelfde keizerin adelsverheffing aan de broers Alexandre Van Nuffel en Jean-François van Nuffel (zie hierna).

## Genealogie
- Jean-François van Nuffel (1722-1772), x Jeanne van Ceulen
  - Alexandre van Nuyffel d'Heynsbroeck (1767-1837), x Marie van Cauwelaert
    - Josse-Alexandre van Nuffel d'Heynsbroeck (1793-1858), x Marie-Thérèse Barbanson (°1794)
      - Charles van Nuffel d'Heynsbroeck (zie hierna)

  - François-Joseph van Nuffel (1768-1806), x Josèphe van der Heyden 
    - Théodore van Nuffel d'Heynsbroeck (1799-1861), x Albertine Deruelle
      - Alfred van Nuffel d'Heynsbroeck (zie hierna)

## Charles van Nuffel d'Heynsbroeck
- Charles Jean Alexandre van Nuffel d'Heynsbroeck (Brussel, 22 maart 1829 - Cannes, 4 februari 1880), trouwde in 1857 in Gent met Estelle Schouteten (1828-1908). Hij werd in 1866 erkend in de erfelijke adel.
  - Edouard van Nuffel d'Heynsbroeck (1864-1925), trouwde in 1890 in Brussel met Marie Donny (1870-1936), dochter van Albert-Ernest Donny, luitenant-generaal en promotor van Congo-Vrijstaat. Hij was advocaat in Brussel, bestuurder van de Caisse de report en afgevaardigd bestuurder van Auto-mutuelle belge. Ze kregen een zoon en drie dochters.
    - Henriette van Nuffel d'Heynsbroeck (1891-1917)
    - Suzanne van Nuffel d'Heynsbroeck (1894-1952)
    - Marguerite van Nuffel d'Heynsbroeck (1903-1984), trouwde in 1924 in Brussel met Robert Feyerick (1892-1940), Olympisch schermer, zoon van Ferdinand Feyerick, Olympisch schermer. Ze kregen een zoon en twee dochters, met afstammelingen tot heden.
    - Charles van Nuffel d'Heynsbroeck (1905-1960), trouwde in 1929 in Brussel met Marthe Van Nerom (1905-1968), zus van Jean Van Nerom, Olympisch hockeyer. Ze kregen drie zoons en een dochter, met afstammelingen tot heden.

## Alfred van Nuffel d'Heynsbroeck
Edmond Théodore Alfred van Nuffel d'Heynsbroeck (Mechelen, 25 juli 1842 - Elsene, 23 juli 1891), majoor bij de cavalerie, trouwde in 1870 in Ieper met Anaïs de Codt (1849-1895). Ze kregen twee zoons die jong overleden.